# بيتروان (بير سليمان)
بیتروان (بالفارسية: بیتروان) هي قرية تقع في إيران في قسم بیر سلیمان الريفي. يقدر عدد سكانها بـ 326 نسمة بحسب إحصاء 2016.